# Mielichhoferia himalayana
Mielichhoferia himalayana är en bladmossart som beskrevs av Mitten 1859. Mielichhoferia himalayana ingår i släktet kismossor, och familjen Bryaceae. Inga underarter finns listade i Catalogue of Life.